# 大鳴門橋

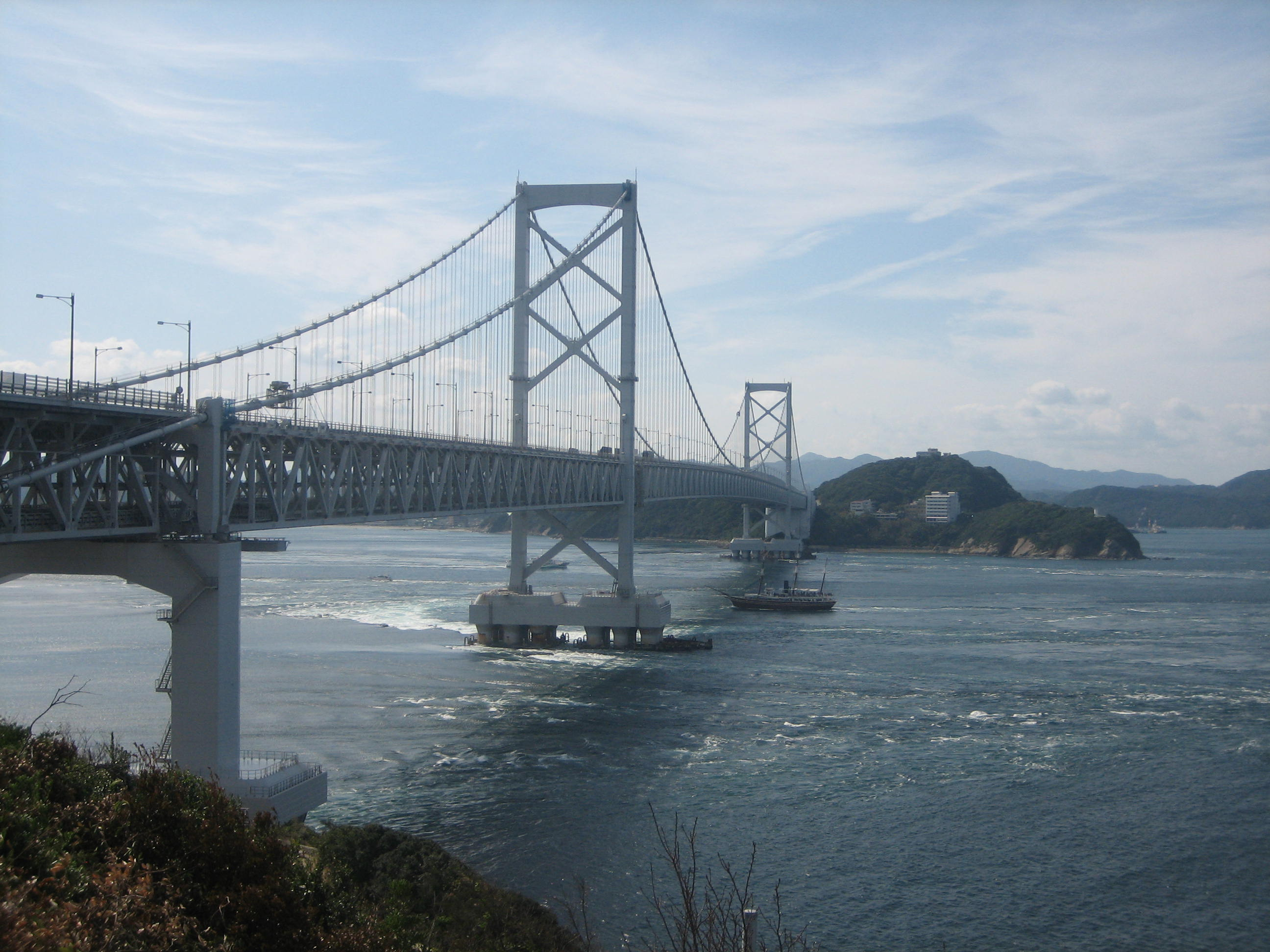
兵庫県側の鳴門岬から見た大鳴門橋（2019年10月）。

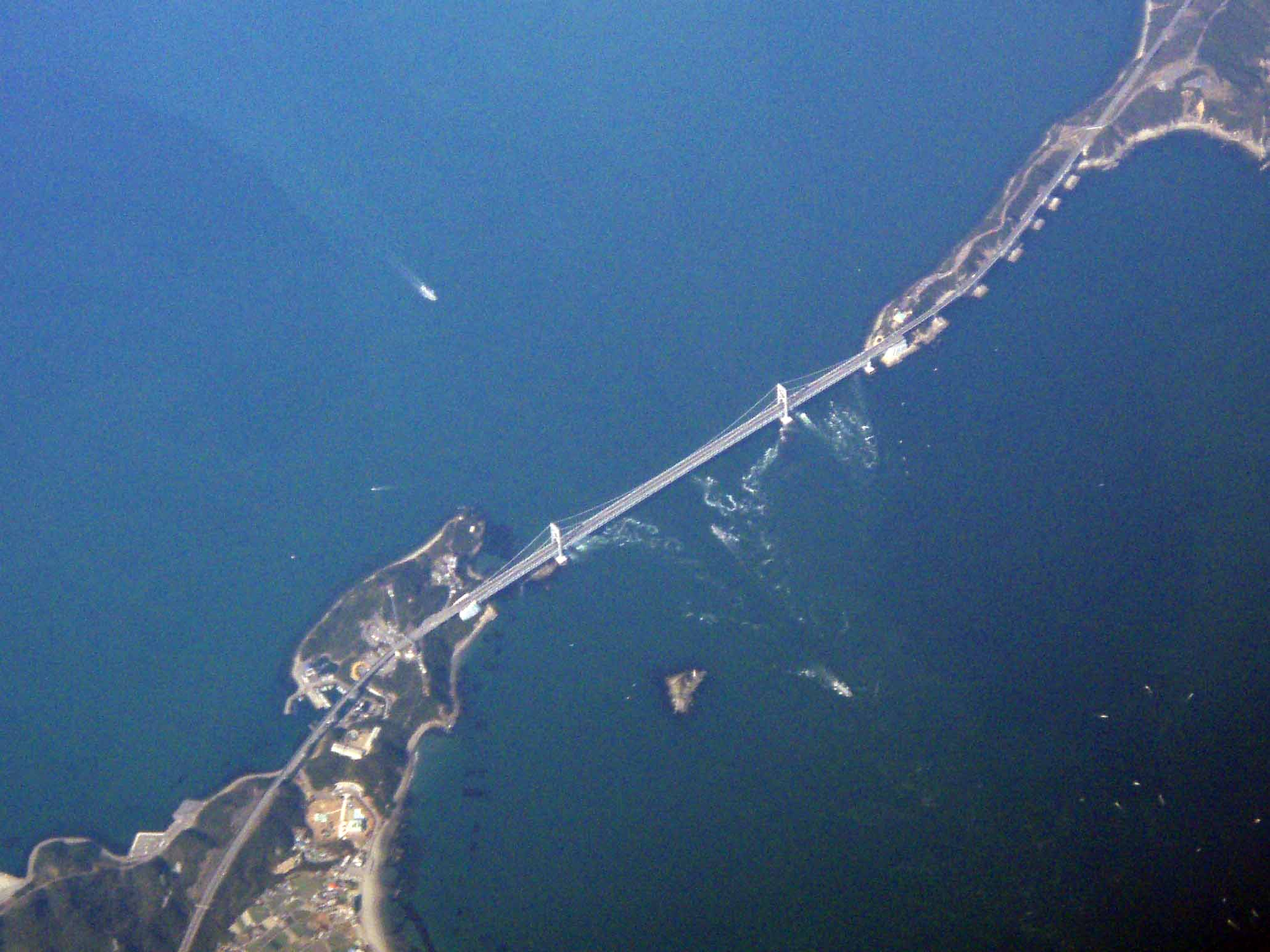
上空から見た大鳴門橋（2007年3月）。

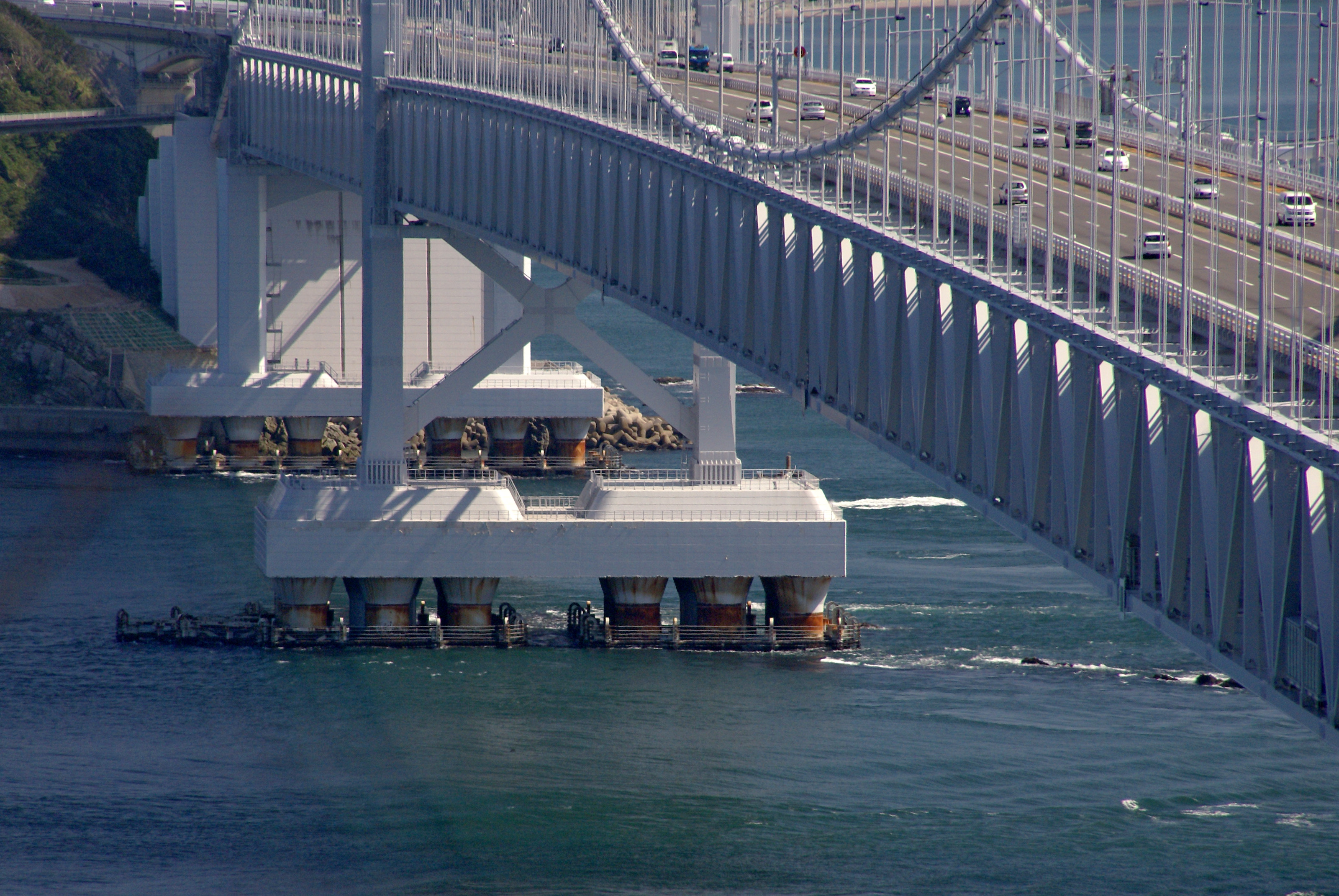
橋脚は、渦潮への影響を最小限に抑えるためにユニークな多柱基礎構造を採用した。

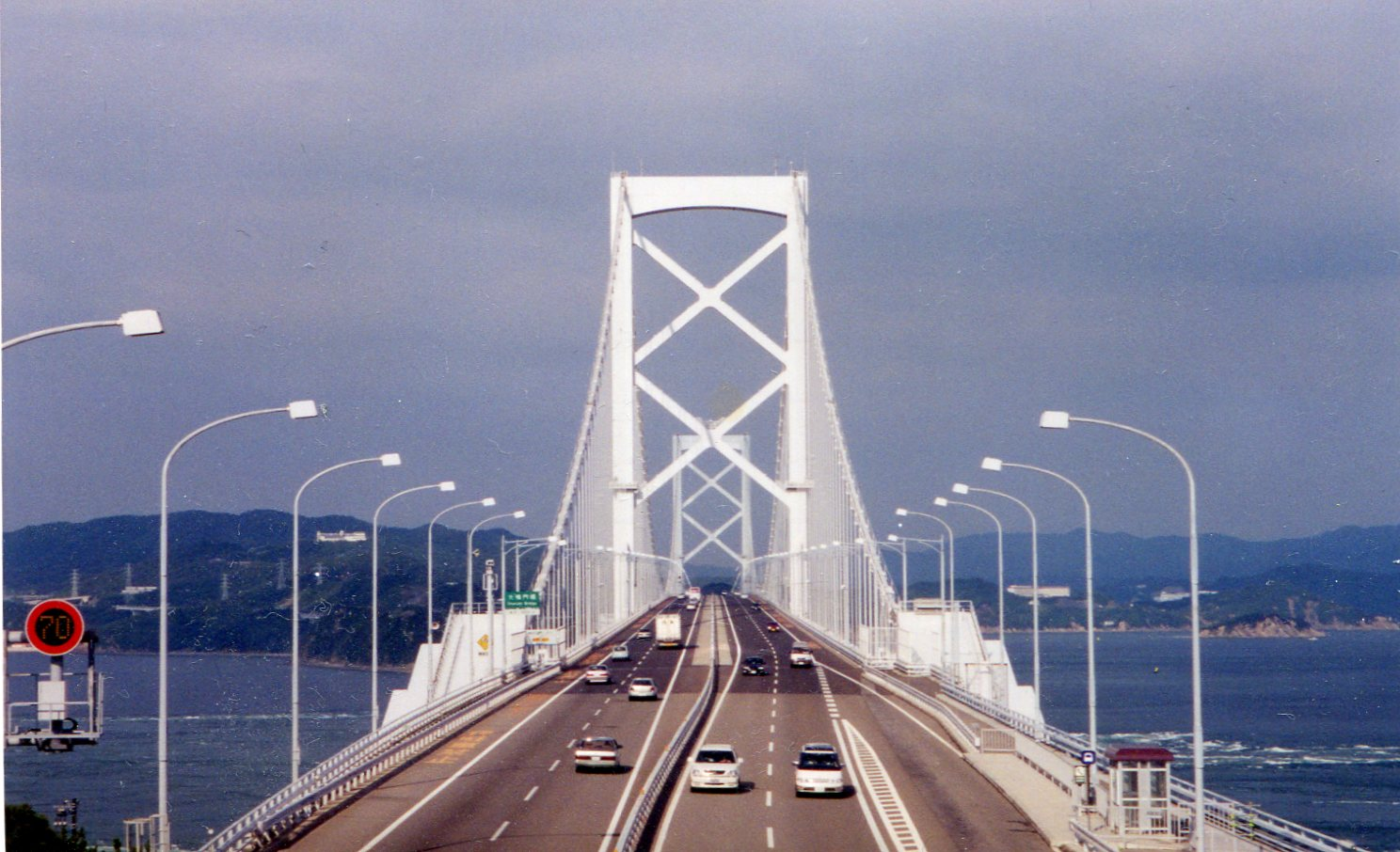
大鳴門橋の上層は道路として利用されている。

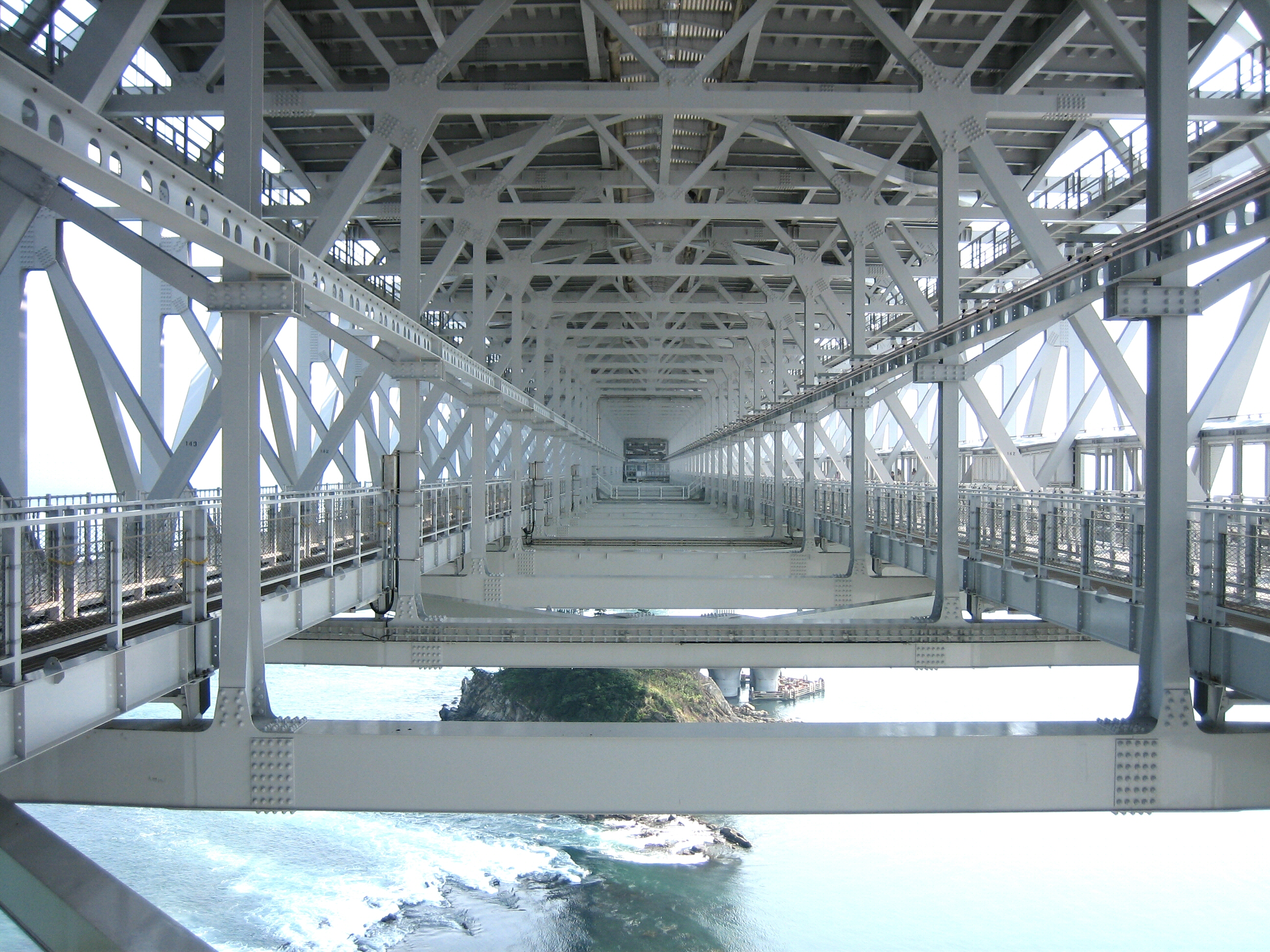
橋の下層は新幹線が敷設可能な構造となっている。

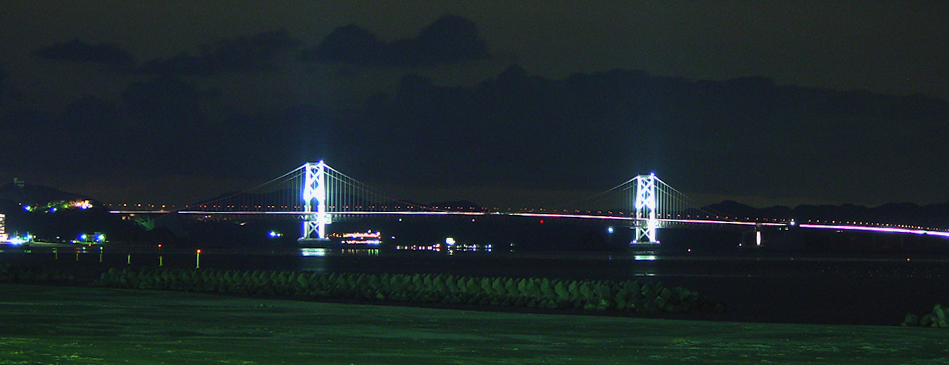
大鳴門橋の夜景。

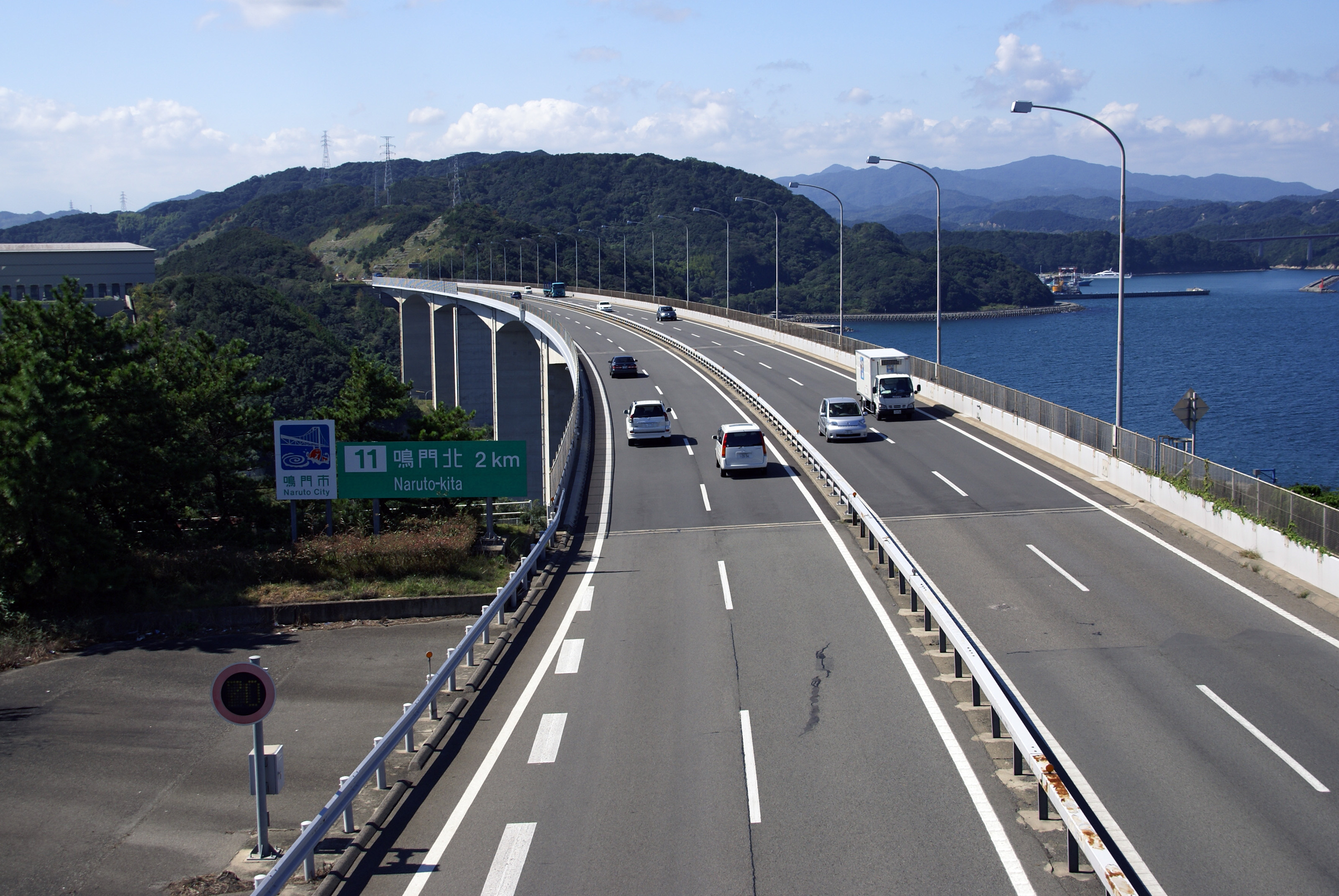
大鳴門橋の西端部にある亀浦高架橋。上り線（神戸方面）3車線分を使用した暫定4車線である。

大鳴門橋（おおなるときょう）は、兵庫県南あわじ市福良丙 （淡路島門崎）と徳島県鳴門市鳴門町土佐泊浦（大毛島孫崎）間の鳴門海峡の最狭部を結ぶ吊橋。1985年（昭和60年）6月8日に開通した。
本州四国連絡高速道路が管理しており、本州と四国を結ぶ三つの本四架橋ルートの1つである神戸淡路鳴門自動車道として供用され、四国地方と近畿地方の交通の要になっている。

## 概要
橋長は1,629メートル、中央径間は876メートル、幅は25メートル、主塔の高さは144.3メートル。鳴門海峡の渦潮に影響を及ぼさないようにするため、多柱基礎工法とよばれる特殊な工法が採用されている。橋は上下2層式となっており、上部は片側3車線の道路（現在は計6車線の内、中央4車線を使用）、下部は将来的に鉄道 （四国新幹線）を通すことができる構造となっている。ただし、明石海峡大橋が道路単独橋で建設されたので淡路島より本州方面への鉄道整備に関しては紀淡海峡トンネル等別途トンネル建設ないし架橋が必要となる。
大鳴門橋の両端にある伊昆高架橋・門崎高架橋（兵庫側）および亀浦高架橋（徳島側）が6車線分の半断面（両高架橋共に上り線（神戸方面）の3車線分）を使用して暫定4車線としているため、最高速度が時速70キロメートル (km/h) に制限されている（車線幅が一般道路並であるので、開通当初は60 km/hであった）。
地形上風が強く、速度規制（通常時70 km/h、規制時40 km/h）がよく行われる区間でもある。
淡路島南IC〜鳴門北IC間のキロ当たりの通行料金は普通車で約161.97円となっている。
開通当初は橋上で鳴門の渦潮を見ようとするドライバーが後を絶たなかった。そのため橋上区間全体にわたって路側帯には「停駐車禁止 路側走行禁止」〔ママ〕と標示されている。また、橋上には至る所にスピーカーが設置されていて、ドライバーに警告を発している。
淡路島 - 鳴門間は鳴門フェリー（日本で最初の本格的なフェリーとも言われる

）、淡路フェリーボートのフェリー航路が廃止されたため大鳴門橋以外に渡航ルートがなく、現在では徒歩および軽車両・原動機付自転車・小型自動二輪車・ミニカーで淡路島 - 四国間を行き来することができない。また、歩行者や自転車が通行できるような専用の通路の設置も現状では困難となっている。
徳島県を代表する観光地のひとつであり、鳴門側から橋脚付近まで、橋桁下部に設置された延長約450メートルの遊歩道である「渦の道」を進むと、展望台から鳴門海峡のパノラマや、足元から45メートル真下に鳴門の渦潮を見下ろすことができる。鳴門の渦潮と共にこの橋は徳島県の代表的な建築物として県民から愛されており、地元ローカル番組の『おはようとくしま』ではほぼ毎日この橋が映し出されていた。
建設費用は約1,440億円。

### 鉄道部分の利用
先述のように橋桁下部空間は鉄道を敷設しうる構造として建設されたが、明石海峡大橋は鉄道を通さない構造で建設されたため、淡路島 - 本州間については別途ルートの整備が必要となる。
代わりに、紀淡海峡に鉄道を通して和歌山から鳴門に至る、もしくは明石海峡に鉄道トンネルを掘削することで、大鳴門橋を活用しようとする模索は続けられている。2000年4月、徳島県では橋の鉄道予定空間を利用して鳴門の渦潮の見学施設である渦の道を建設し、鳴門公園の新たな観光スポットとして人気を集めている。
鉄道建設・運輸施設整備支援機構は2007年度まで紀淡海峡にトンネルを掘るための地質調査を続けてきたが、予算の有効利用の観点から見直しの議論が起き、2008年度は予算を執行していない。
サイクルツーリズムの興隆を受け、鉄道部分を利用して、徳島県と兵庫県が共同で淡路島一周のアワイチなどとの連携を視野に入れた自転車専用道路を敷設する計画があり、徳島県知事飯泉嘉門、兵庫県知事斎藤元彦は相次いで2023年度内の事業化の意向を示した。2023年度に事業化、2024年起工、2027年度の完成を見通す。「渦の道」を残した形での整備が課題になっていたが、可能であると判断された。展望台部分は押し歩きすることを想定している。
なお、着工後に四国新幹線建設の見通しが不明確なことと建設費の圧縮を理由として、一度に1列車しか橋上を通過できない「単線載荷」への設計変更が1980年になされているため、仮に鉄道が敷設されても大鳴門橋の区間は実質的に単線運行となる（軌道は複線だが、橋梁は2列車が同時に通過できない）（参考：参議院建設委員会議事録1981年6月2日）。

### 附帯施設
- 高圧送電線 - 架橋以前は四国電力の鳴門淡路線(66,000V)が1961年（昭和36年）に海峡横断鉄塔によって空中架設され、1972年（昭和47年）から187,000Vで運転されていた[15]。架橋にともない鉄塔は撤去され、大鳴門橋添加設備として関西電力による鳴門淡路線が設置されて南あわじ地域に送電されている。

## 経緯
鳴門海峡に橋を架けることは周辺地域の人々にとって切実な願望であった。1914年（大正3年）に地元出身の政治家によって衆議院に架橋議案が提出されたが、当時はそれを可能とする技術が日本にはなかった。
明石海峡と鳴門海峡に架橋し、淡路島を経由して鉄道で本州と四国を直結する構想は古くから存在しており、1953年（昭和28年）には鉄道敷設法別表に2つの架橋区間が追加されている。その後、1969年（昭和44年）の新全国総合開発計画での記載を経て1973年（昭和48年）には大鳴門橋を含む本州四国連絡橋の工事基本計画が運輸大臣より指示され、3ルート同時着工がいったん決まったものの、その直後に起きたオイルショックに伴う総需要抑制政策の一環として工事は凍結されることになった。
1975年（昭和50年）に生活橋として最初に着工された大三島橋に続き、本橋は1976年（昭和51年）に着工された。上記の通り元来は鉄道橋として構想されたものであったが、1973年（昭和48年）の基本計画で鉄道道路併用橋とされた。1975年に着工が決定した際には「従来の方針で諸般の準備を進める」とされ、その規格によって建設されている。

### 供用前

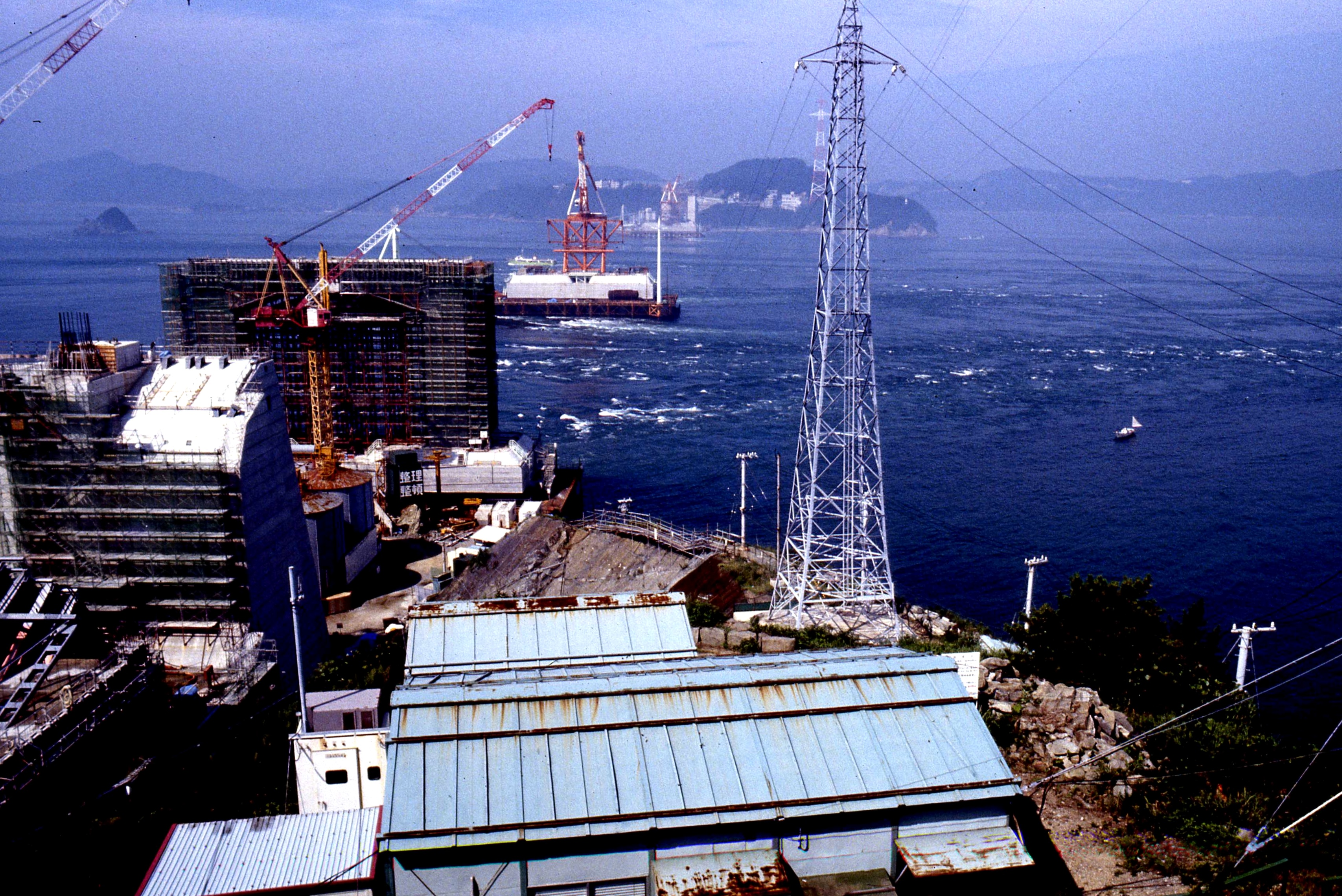
建設中の大鳴門橋（1980年8月）。

- 1970年（昭和45年）7月 - 本州四国連絡橋公団を設立する。
- 1973年（昭和48年）9月 - 本州四国連絡橋の工事に関する基本計画が指示される。
- 1973年（昭和48年）11月20日 - 建設大臣より着工延期の指示が各自治体に出される。
- 1975年（昭和50年）8月18日 - 関係省庁決定により、児島・坂出ルート（瀬戸大橋）以外で工事凍結を解除する橋の1つに選ばれる。
- 1976年（昭和51年）7月2日 - 起工式が行われる。
- 1977年（昭和52年）12月 - 橋脚の掘削作業を開始する。
- 1978年（昭和53年）3月 - 建設・運輸・国土3省庁で大鳴門橋の道路単独橋への変更が合意。
- 1979年（昭和54年）1月 - 総工費に対する道路負担部分を増やし新幹線建設費も極力切り詰めて併用橋とすることで、建設省と運輸省間で合意。
- 1979年（昭和54年）11月 - 鳴門側橋台アンカーフレーム立柱式を挙行する。
- 1980年（昭和55年）7月 - 鳴門側主塔立柱式を挙行する。
- 1981年（昭和56年）3月 - 淡路側主塔閉合式を挙行する。
- 1981年（昭和56年）6月 - ケーブル架設工事の安全祈願祭が行われる。
- 1981年（昭和56年）6月 - 建設省が本州四国連絡橋公団へ明石海峡大橋の道路単独架橋の可能性について調査を指示。
- 1981年（昭和56年）8月 - パイロットロープが渡海される。
- 1982年（昭和57年）6月 - 主ケーブルの張り渡し作業が完了する。
- 1983年（昭和58年）4月 - 橋桁の敷設工事を開始する。
- 1984年（昭和59年）3月 - 橋桁がつながる。
- 1985年（昭和60年）4月 - 大鳴門橋架橋記念館「エディ」が開館。
- 1985年（昭和60年）5月 - 85鳴門ピア・ウォークで17,200人が大鳴門橋を歩いて渡った。

### 供用後
- 1985年（昭和60年）
  - 6月8日 - 大鳴門橋の供用を開始、開通祝賀式を挙行[注釈 3]。
  - 8月 - 国土庁長官、建設大臣、運輸大臣により明石海峡大橋を道路単独橋として整備する方針が合意。
  - 9月 - 供用開始からの総通行台数が100万台を突破した。
- 1992年（平成4年）6月10日 - 供用開始からの総通行台数が2000万台を突破した。
- 1998年（平成10年）4月5日 - 明石海峡大橋の開通によって、淡路島を経由して本州と一つのルートでつながる。
- 2000年（平成12年）4月22日 - 鉄道空間を利用して「徳島県立渦の道」が開業した。
- 2005年（平成17年）6月 - 開通20周年を記念したイベント「大鳴門橋管理路ウォーク」が開催された。

### 新幹線中止・道路単独架橋問題
1978年（昭和53年）3月9日に建設・運輸・国土3省庁は、大鳴門橋の道路単独橋への変更を固め、4月に鉄道建設審議会にて本四淡路線を削除することとした。「国鉄財政が悪化しているのに、開通の見込みの立たない鉄道を併設するのはおかしい」との異論が以前から政府部内にあったものである。
山地進運輸省鉄道監督局国有鉄道部長は、1978年（昭和53年）3月28日 参議院建設委員会で「四国新幹線、いまの大阪から大分に至る新幹線というのがいつできるかということについては非常に見通すことがむずかしい問題の一つになってきております。いま整備五線というすでに整備計画のできているものについても、一体これは財源問題も含めましてどういうことになっていくのかということで議論されているわけでございますが、その他の計画路線についてはさらに時間がかかる問題だろうと思うわけでございます。 こういうことを考えてみると、一体その併用部分の金というもの、まあ六百億ぐらいの負担を国鉄がせざるを得ないわけでございますが、これが四国新幹線ができない間、まさに何らの効果も生まないままに置くということは金利が毎年積み重なってまいりますので、これは国鉄、それから本四公団についても大変な圧迫要因になる。こういうことを考えまして、一体この併用橋というものについてもう一回見直すべきじゃないだろうかという議論をわれわれの方でいたしまして、今後も本四における鉄道部分というのは、新幹線で行くにしても併用橋であることが必要なのかどうかということで、とりあえず私どもとしては、単独橋の考え方というものは一体いままでの経緯から見て認められるものかどうか、かような観点で国土庁並びに建設省といろいろお話をしているというのが現状でございます。」と答弁している。
一方、住田正二運輸省鉄道管理局長は「新幹線の併用橋を造るには、全部の新幹線計画が決まらなければならない。大鳴門橋はともかく世界最長のつり橋になる明石海峡大橋に新幹線を乗せることは、騒音対策も含め、技術的に極めて困難だ。それに新幹線はいつできるかわからない。21世紀までむずかしいという見方もある。併用橋にすると赤字の国鉄が約4割の費用を負担し、利子だけでも大変。21世紀まで通らないなら、そのときに別にトンネルを掘った方が安くつく」と説明している。
「徳島県では当初、運輸省のこんな計画変更案に対し「やむをえない」との空気が支配的だった。武市恭信同県知事も3月の県議会で「早期完成が最優先」と弱気の答弁をしたほどだ。あまり新幹線にこだわって、橋そのものの完成が遅れたのではもとも子もなくなる、との心配も手伝って、橋の運命は「単独橋」に決まったかに見えた。」と四国関係者も道路単独橋で合意するところであった。
これに対して地元徳島県選出の三木武夫元首相が反発し、道路単独橋阻止に動いた。鉄道建設審議会会長であった中曽根康弘や淡路島等を地盤とする原健三郎（中曽根派）等へ働きかけるとともに、自民党総裁選での三木派による中曽根支援の動きもあった。
「政治家は地元への利益誘導を慎むべき」としている三木氏のこんなハッスルぶりに地元は喜んだりびっくりしたり、と異例の行動であったことを報じている。
この三木の動きに対しても、「運輸省は「三木さんは併用橋を造っておけば、将来、新幹線を引く”人質”になる、とお考えのようですが、たとえ併用橋になっても人質にはなりませんよ。本土―四国間の新幹線計画は神戸―鳴門ルートのほかに、岡山―坂出―高松―高知ルートの計画もあります」と冷ややかだ。」としている。結果的に運輸省当局の思惑のとおり大鳴門橋は”人質”にはならず、明石海峡大橋は道路単独橋となった。
1978年（昭和53年）12月12日に自民党国鉄基本問題調査会は、大鳴門橋は「新幹線にこだわることなく、工事を促進する」ことを決め大平正芳首相、高木文雄国鉄総裁等に道路単独での架橋を申し入れた。その際「巨額の赤字を抱えた国鉄の財政再建の面から、新幹線の建設は無理と運輸省、国鉄が反対しているため、併用橋を主張する建設省と対立」と報じており、国鉄も財政面から大鳴門橋への新幹線敷設に反対していたことがわかる。
1979年（昭和54年）1月に「総工費に対する道路負担部分を増やし新幹線建設費も極力切り詰めて併用橋とすることで、建設省と運輸省間で合意した。」「なお、新幹線は「単線載荷方式」とすることとし、複線にはするものの、上下線の電車がいっしょに通らないように配慮し、工事費を切り詰めることとした。」
「道路」1985年（昭和60年）6月号に掲載された対談「大鳴門橋の建設を振り返って」において、松崎彬麿は「結局は載せる、鉄道の火は消さない。ただ、複線載荷を単線でいこう、かつ、鉄道を載せるために将来でもできる仕事は、今回は極力やるまい、鉄道を載せるための手当ては最小限のことしかやっておくまい」と述べている。また、「将来新幹線を通す際には補剛桁の主構トラス下弦材を取り換え、鉄道縦桁を新たに設置する必要がある」とあるように実際に鉄道を敷設するには相当ハードルが高いのが実情である。
本州四国連絡橋公団総裁であった山根孟は、神戸-鳴門ルートの鉄道についての「経営上はどうですか。」との問いに対して「備讃線でもう精一杯ではないでしょうか。備讃線でさえ止めようと話が出たくらいですから。」と答えている。
本四淡路線の鉄道施設の建設に要した費用は、長期借入金に係るものとしての債務総額約60億2700万円、本州四国連絡橋債券に係るものとしての債務総額232億3700万円の合計、約292億6400万円となっている。この他鉄道側の維持管理費として毎年度の橋体共用部分維持管理費の4.5%分を鉄道側が負担している。これらは本来は国鉄が負担するべきものであったが、国鉄民営化に伴い、日本国有鉄道清算事業団（日本鉄道建設公団）が債務を負担することとなった。
これらの鉄道に係る費用について運輸省の外郭団体が編纂した「日本国有鉄道民営化に至る15年」では、「大鳴門橋については現状では全くの埋没費用となっており、投資決定の責任の所在が問われるべき」としている。
本四淡路線の鉄道施設は、日本高速道路保有・債務返済機構法第12条第2項に基づき、本州四国連絡橋公団より建設途中にある鉄道資産（建設仮勘定）として日本高速道路保有・債務返済機構が承継し、33,107,794,306円が建設仮勘定に計上された。しかし、「昭和60年以来建設が20年余にわたり中断されている状況を鑑み、当初の基本計画から完成が著しく滞っていると認められたため、減損の兆候を認めました。さらに、現状においてこの状況が大きく変わる状況に無いことから、減損を認識することとし、帳簿価額を備忘価額まで減額しております。」とされ、現在の簿価は1円となっている。一方、国土交通省は大鳴門橋の維持管理に係る経費のうち鉄道負担分に対し、年間34百万円（2017年（平成29年）実績）を税金で負担している。

## 日本の道100選

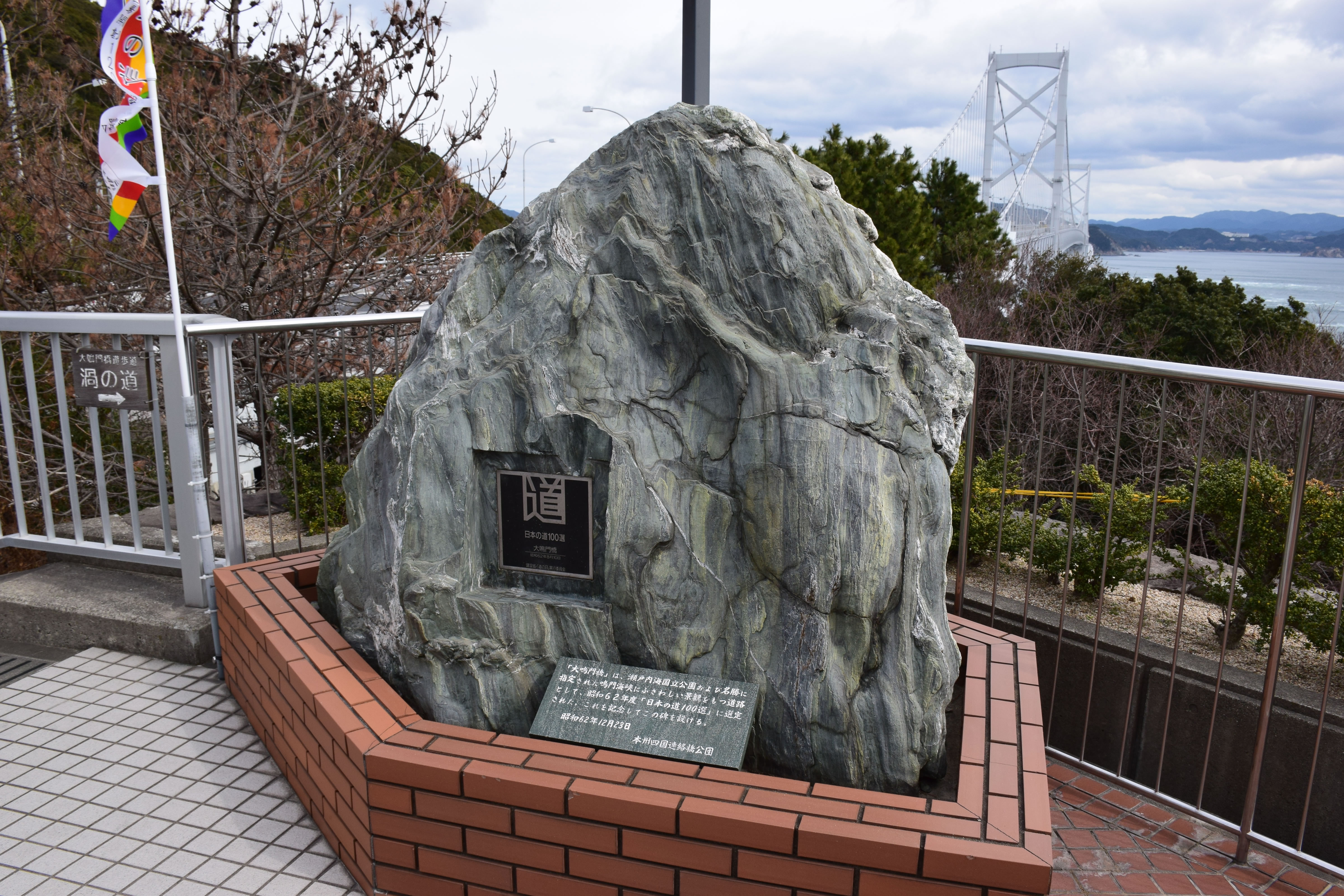
大鳴門橋　日本の道100選

大鳴門橋は瀬戸内海国立公園および名勝に指定された鳴門海峡にふさわしい景観をもつ道路として、1987年（昭和62年）8月10日の道の日に、旧建設省と「道の日」実行委員会により制定された「日本の道100選」に選定された。顕彰碑は、徳島県立大鳴門橋架橋記念館（鳴門市鳴門町土佐泊浦福池）の前にある。

## 利用状況

### 通行台数
大鳴門橋の2010年度の年間通行台数は約8,600,000台、1日当りの平均通行台数は23,569台となっている。これは本四3ルートの各橋の中では明石海峡大橋に次いで2番目に多い。ちなみに橋の開通した1985年の1日当りの平均通行台数は7,853台だった。
1985年6月の開通から22年後、2007年7月に通行台数が1億台を越え、それから12年後の2019年4月には2億台を超えた。2億台越えは本四架橋では明石海峡大橋に次ぐ2橋目となる。
神戸淡路鳴門自動車道の全通、高松自動車道の鳴門延伸に伴い交通量も増加し、また2009年に始まったETC割引制度をはじめとする各種料金割引により、休日および小型車の交通量が大幅に増加した結果、本州四国連絡高速道路が当初予測した交通量をほぼ達成した。2015年3月14日には徳島自動車道との接続（徳島インターチェンジ - 鳴門ジャンクション間の開通）が可能となった。今後は、徳島南部自動車道の建設に伴って徳島市内まで高速道路の接続が可能になるため、利用者はさらに増加する見込みである。

### 利用目的
主には本州と四国間を移動するための利用が大半であるが、淡路島南部（南あわじ市、洲本市）から徳島市や鳴門市へ買物や通院等や、徳島県から淡路島への観光等にも利用されている。また、関西と四国各地を結ぶ高速バスなどの路線バスも多く運行されている。